# Paraflabellina funeka
Paraflabellina funeka is een zeenaaktslak uit de familie van de waaierslakken (Flabellinidae). Ze komt voor in het zuiden van de Atlantische Oceaan tot het westen van de Grote Oceaan en is endemisch met Zuid-Afrika op diepten van 5-30m. De soort kan een lengte bereiken van 40 mm en is hermafrodiet.

## Beschrijving
Paraflabellina funeka is een slanke, paarsachtige zeenaaktslak met rode cerata met witte uiteinden. Het is meestal kleiner dan 45 mm. Het heeft ringvormige paarse rinoforen met bleke uiteinden. Het heeft een paar bleke orale tentakels die korter zijn dan de rinoforen. Het kan ook worden gezien in een witte vorm, maar de rode cerata en ringvormige rinoforen zijn onderscheidend.

## Ecologie
Deze naaktslak voedt zich met hydroïdpoliepen van het geslacht Eudendrium. Net als bij andere naaktslakken, helpen de cerata van Paraflabellina funeka bij de ademhaling, maar bevatten ze ook uitbreidingen van het spijsverteringsstelsel. Bij het eten van de hydroïdpoliepen gaan de netelcellen (cnidocyten) ongedeerd door het spijsverteringsstelsel naar de toppen van haar cerata. Hier rijpen de netelcellen en worden vervolgens door de naaktslak gebruikt voor de eigen verdediging. Het is waarschijnlijk dat de felle kleuren van P. funeka dienen om roofdieren te waarschuwen dat ze giftig is.